# Dva misionáři
Dva misionáři je italsko-francouzský komediální film, který v roce 1974 natočil režisér Franco Rossi.

## Děj
19. století se nachyluje a otec Pedro de Leon a otec G. jsou na misii na brazilském ostrůvku. Jejich činnost však občas vybočuje z tradičního misijního pojetí, což má za následek, že na ně chodí k biskupovi stížnosti. Vše se však zkomplikuje, když v džungli narazí na markýze Alfonso Felipa Gonzaga, hamižného guvernéra. Gonzaga jim nechá spálit loď (misionáři ošetřovali nemocné a kázali o tom, že lakomce a ty, kteří se snaží obohatit na úkor bližních, čeká peklo), takže dvojice kleriků, stojící na straně odíraných vesničanů, je přinucena získat peníze na novou; peripetie, které však s touto snahou přicházejí, rozhodně nejsou hodny misijních otců.

## Obsazení
| Terence Hill           | otec G.                       |
| Bud Spencer            | otec Pedro De Leon            |
| Jean-Pierre Aumont     | monsignore Delgado            |
| Robert Loggia          | markýz Alfonso Felipo Gonzaga |
| Mario Pilar            | Menendez                      |
| Salvatore Basile       | monsignore Jimenez            |
| Maria Cumani Quasimodo | markýza Gonzaga               |
| Jacques Herlin         | biskup                        |
| Mario Erpichini        | majitel kasina                |
| Antonio Mendoza        |                               |
| Luigi Antonio Guerra   |                               |
| Lorenzo Piani          |                               |